# Hypericum tortuosum
Hypericum tortuosum és un arbust endèmic de l'illa de Socotora (Iemen) que pertany a la secció Triadenioides. Aquesta espècie forma part d'un llinatge, la distribució del qual s'estén des de l'est d'Àfrica fins a la regió macaronèsica.